# جيمس جونز (مدرب كرة سلة)
جيمس جونز (بالإنجليزية: James Jones)‏ هو مدرب كرة سلة أمريكي، ولد في 20 فبراير 1964 في لونغ آيلند في الولايات المتحدة.

## روابط خارجية
- جيمس جونز على موقع كلية كرة السلة في سبورتس رفرنس.كوم (الإنجليزية)